# Автономний Регіон Південної Атлантики
Автономний Регіон Південної Атлантики (ісп. Región Autónoma del Atlántico Sur (RAAS)) — один з двох автономних регіонів в Нікарагуа.

## Географія
Регіон розташований в південно-східній частині Нікарагуа уздовж узбережжя Карибського моря. Площа регіону становить 27 260,02 км². Чисельність його населення дорівнює 369 254 особи (перепис 2012 року). Щільність населення - 13,55 чол./км². Адміністративний центр - місто Блуфілдс.
Межує на заході з департаментами Матагальпа,  Боако і Чонталес, на півдні з департаментом Ріо-Сан-Хуан, на півночі з Північним Атлантичним регіоном.

## Історія
Регіон утворений згідно з новою конституцією країни в 1987 році на місці колишнього департаменту Селайя.

## Муніципалітети
В адміністративному відношенні Автономний Регіон Південної Атлантики розділений на 12 муніципалітетів:
1. Блуфілдс
2. Бокана-де-Пайвас
3. Десембокадура-де-ла-Крус-де-Ріо-Гранде
4. Іслас-дель-Маїс
5. Кукра-Хіль
6. Ла-Крус-де-Ріо-Гранде
7. Лагуна-де-Перлас
8. Муель-де-лос-Буейес
9. Нуева-Гінея
10. Ель-Айоте
11. Ель-Рама
12. Ель-Тортугеро